# Majd Izzat al-Chourbaji
Majd Izzat al-Chourbaji (ou Majd Sharbaji, en arabe : مجد عزت الشربجي), est une militante syrienne pour la paix née à Daraya (Syrie) en 1981.

## Biographie
Majd Izzat al-Chourbaji naît en 1981 à Daraya, dans le sud-ouest de la Syrie. Lorsque le printemps arabe arrive en Syrie en 2011, elle organise des sit-in appelant à la libération des prisonniers politiques. En 2012, au début de la guerre civile syrienne, elle est arrêtée par le régime à Damas et emprisonnée pendant 7 mois, à l'issue desquels elle est contrainte de quitter le pays. Durant son emprisonnement, elle enseigne la non-violence et le militantisme citoyen, et persuade 150 femmes d'entamer une grève de la faim pour demander à être entendues devant une cour de justice. Cela aboutit à un procès puis à la libération de 83 femmes, lors d'un échange de prisonniers avec l'opposition. Malgré les violences et la torture subies en prison, et le décès de son mari emprisonné, elle continue d'appeler à des manifestations pacifiques.
Majd Izzat al-Chourbaji s'installe au Liban où elle vient en aide aux femmes syriennes réfugiées, via son organisation, Women Now. Elle est également la fondatrice de l'organisme humanitaire Basamat, qui signifie « empreinte » en arabe.

## Récompenses et distinctions
En 2015, elle reçoit le prix international Femme de courage du département d'État des États-Unis, pour son travail avec les femmes et la défense des droits de l'homme en Syrie. Pour la remise de prix, elle se rend aux États-Unis, où elle prend conscience que les États-Unis sont déjà informés sur la situation, et repart, bouleversée et désemparée face à ce qu'elle considère comme de l'indifférence et de l'inaction pour les détenus syriens torturés chaque jour.